# Церква Різдва Пресвятої Богородиці (Криворівня)
Це́рква Різдва́ Пресвято́ї Богоро́диці — дерев'яна церква Верховинського благочиння Коломийської єпархії Православної церкви України у с. Криворівня Верховинського району Івано-Франківської області. Є пам'яткою архітектури державного значення. Розташована у північній частині селища, на вершині пагорба, вона є своєрідною візитівкою Криворівні й унікальним одним із найдавніших храмів Гуцульщини.

## Архітектура
Храм дерев'яний, хрестовидний, однокупольний — типовий зразок гуцульської церковної архітектури. Структура храму включає в себе короткі бічні гілки і подовжений бабинець. Центральний купол храму перекриває шатрова глава на невисокому восьмерике, який височить над дахами церковних гілок. До східної частини однокупольного храму примикає додаткове приміщення. Внутрішні стіни церкви розписані темперою. Із ініціативи настоятеля церкви покрівлю храму, вдалося покрити гонтом. Будівля церкви, з урахуванням усіх його будівель і додаткових приміщень. виглядає дуже компактно і органічно. Із боку комплекс нагадує піраміду. На південно-східній стороні від храму знаходиться невелика старовинна дзвіниця. Церква знаходиться на узвишші, тому її добре видно навіть на великій відстані.
Перші розписи внутрішнього інтер'єру були проведені у 1730-х роках, із того часу у вівтарі зберігається ікона Спасителя. Наступні розписи було зроблено на початку 1800-х років, тоді ж встановлено й іконостас, який було або подаровано, або громада придбала його з іншого храму. Із цих розписів на стінах церкви біля хорів залишились дві ікони — Святої Марії Єгипетської та Святої Великомучениці Варвари.
У 1963 році церкву ще раз розписали. У 2016 році громада розпочала реставраційні роботи у вівтарі, з метою відновлення орнаментики майже 300-літньої давності.

## Історія
Побудували церкву на початку 1660-х років на присілку Заріччя, на правому березі річки Чорний Черемош.
У 1719 році через небезпеку повені його було перенесено на пагорб на лівому березі Черемоша, на присілку Ґрашпарівка, де будівля знаходиться і до сьогодні. Повторно храм був зведений в 1818 році .
У 1972 році, з метою збереження Святині від руйнації, її перекрили бляхою, але у 2011 році громада під керівництвом настоятеля о. Івана Рибарука, без зовнішньої допомоги, церкву знову накрили ґонтою, повернувши їй первинний автентичний вигляд. За цю реставраційну роботу громаду і майстрів у 2014 році було нагороджено першим дипломом і винагородою премії імені Патріарха Володимира Романюка та Андрея Шептицького в номінації «Реставрація архітектурних сакральних споруд».
Також у 1997 році було викопано криницю, глибиною 30 метрів, збудовано нову дзвіницю і церковну браму.
У 2006, 2010 та 2014 роках було побудовано ще три церковні брами (одну — біля дороги, разом зі сходами, що підіймаються до Храму на пагорбі).
У 1997 році було відновлено церковну резиденцію.
Біля церкви збережено стару дзвіницю-вартовню, побудовану у 1818 році. Усі ці споруди утворюють чудовий архітектурний ансамбль.
Під час проведення реставраційних робіт в куполі було знайдено 19 метричних книг, які містять записи від 1775 до 1944 року. Завдяки цим записам нам відомі всі священики, які служили в Храмі від 1775 року.
В радянські часи церква охоронялась як пам'ятка архітектури Української РСР (№ 1149).

## Священники
- Григорій Кропивницький — (1775—1800 рр.),
- Петро Павлович — (1800—1817 рр.),
- Михайло Волянський — (1817—1818),
- Андрій Бурачинський — (1818—1871),
- Еміліан Головацький — (1858—1864 - сотрудник),
- Йосиф Бурачинський — (1864—1871- сотрудник, 1871-1893),
- Олекса Волянський — (1893—1923),
- Михайло Березюк — (1923-25, 1927-29, 1931, 1935),
- Юліан Гранківський — (1923—1927),
- Конрад Лагола — (1926—1927),
- Степан Гунчак — (1929—1931),
- Іван Амброзяк — (1931—1934),
- Лука Дзьоба — (1935—1950),
- Михаїл Митропула — (1950—1961),
- Мирон Жураківський — (1961—1964),
- диякон Василь Романюк — (1961-1964),
- Василь Юрчак — (1964—1975),
- Дмитро Патарак — (1975—1980),
- Мирослав Вінтоняк — (1980—1981),
- Микола Щербатюк — (1981—1984),
- Богдан Волочій — (1984—1986),
- Нестор Дзюбак — (1986—1989),
- Василь Юрів — (1989—1990),
- Василь Качур — (1990—1995),
- Михайло Гергелюк — (лютий-липень 1995),
- Іван Рибарук — (9 липня 1995 — досі).

У 1961-64 роках у криворівнянській церкві служив отець-диякон Василь Романюк — майбутній Патріарх Київський і всієї Руси-України Володимир.
Слід відзначити особливі заслуги членів церковного братства парафії, завдяки яким Храм вдалося зберегти від закриття в 1960-70-х роках. Це — сім'я Юрія та Марії Процюків, Теодозія Плитка-Сорохан, Дмитро Гондурак, Василь Потяк, Юрій Бощук, Петро Зеленчук.
У 1956 році старанням Теодозії Плитки-Сорохан та Параски Плитки-Горицвіт було створено церковний хор, який за 60 років існування, під керівництвом Ганни Білак удосконалив духовний спів і у 2016 році став лауреатом III –го Єпархіального конкурсу церковних хорів «Піснеспіви душі».
Найбільший внесок у розбудову Криворівні як духовного центру зробила родинна династія: отці Петро Павлович, його зять з сином Андрій і Йосип Бурачинські та зять Йосипа — Олексій Волянський, які духовно оформляли криворівнян протягом 1800—1923 років.
Отця Олексія Волянського названо фундатором «Українських Атен», так сто років тому називали Криворівню. Завдяки високій духовності храму його відвідували світочі української культури і держави Іван Франко, Михайло Грушевський, Леся Українка, Володимир Гнатюк, Яків Головацький, Гнат Хоткевич, Михайло Коцюбинський та ін.
У церкві проводились зйомки шедевру українського кінематографу «Тіні забутих предків» (режисер Сергій Параджанов, оператор Юрій Іллєнко, в головній ролі Іван Миколайчук).
У червні 1998 року з візитом на парафії побував Святійший Патріарх Київський і всієї Руси-України Філарет під час свого першого Архіпастирського візиту до Прикарпаття.
16 липня 2017 року, із Архіпастирським візитом Храм відвідав Преосвященний Єпископ Коломийський і Косівський Юліан, звершив Архієрейську Божественну Літургію та освятив відреставровані старовинні ікони.

## Сучасний стан
У наш час у церкві молилися Президент України Віктор Ющенко, голова Верховної Ради Андрій Парубій, посол США в Україні Джон Тефт зі своїми родинами, єпископ Борис Ґудзяк, відомі громадські діячі, науковці і митці Іван Драч, Роман Іваничук, Євген Сверстюк, Василь Герасим'юк, Петро Кононенко, Микола Ільницький, Руслана Лижичко, Святослав Вакарчук, Микола Княжицький, Марія Влад, Раїса Недашківська, Олесь Санін, Ігор Гирич, Володимир Зубицький, Галина Стефанова, Наталка Половинка, Сергій Тарута, Віталій Портников, Зінаїда Лихачова й багато інших гостей з України і всього світу.
До Святині з метою дослідження приїздили науковці з Польщі, Німеччини, Франції, Канади, Австралії, Японії та інших країн світу.
У Храмі є криворівнянська ікона Божої Матері «Втілення творчих задумів» Покровителька Гуцульщини.